# Place Saint-Étienne (Metz)
Pour les articles homonymes, voir Place Saint-Étienne.
La place Saint-Étienne est une place de la ville de Metz en Moselle.

## Situation et accès
C'est une place de la ville de Metz qui borde la cathédrale Saint-Étienne.

## Origine du nom
Elle porte ce nom en raison de la proximité de la cathédrale Saint-Étienne.

## Historique
La place Saint-Étienne est construite pour partie sur l'ancienne muraille du haut-empire, cette place surmonte de près de six mètres la Place de Chambre et donnait accès à l'église Notre-dame-de-la-ronde et était le second accès à la cathédrale. Elle était reliée à l'origine par un grand emmarchement prenant toute la largeur de la place.
En 1763, Blondel l'aménage en terrasse, reposant sur des voûtes qui s'avancent en fer à cheval et bordée par deux escaliers. Cette place était bordée par deux corps de bâtiments identiques : à l'Est, les dépendances qui accueille aujourd'hui la DRAC et les bâtiments de France, à l'ouest la nouvelle bibliothèque et un restaurant. Ce dernier bâtiment sera démoli en 1904 afin d'élargir la rue d'Estrées.
Cette place a pris plusieurs noms : place des hauts degré au 14e siècle, place Jotte, puis place du pâté de la cathédrale à cause de sa forme arrondie, le Parapet en 1795 ou durant la période révolutionnaire place Étienne.
La place Saint-Étienne, avec ses escaliers et sa terrasse a un classement par arrêté du 23 janvier 1930 aux monuments historiques.